# جهاز أشعة الراديو

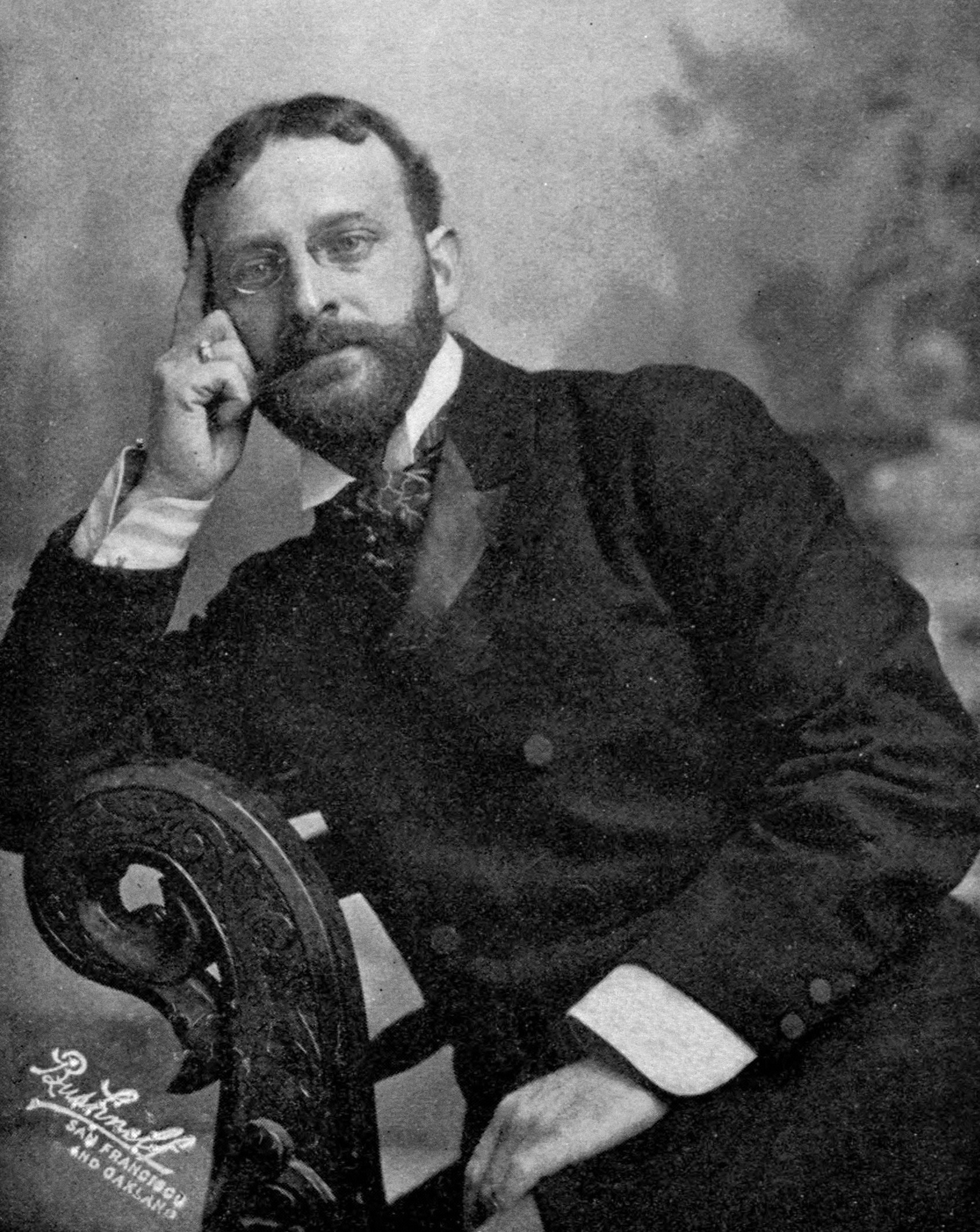
ألبرت أبرامز

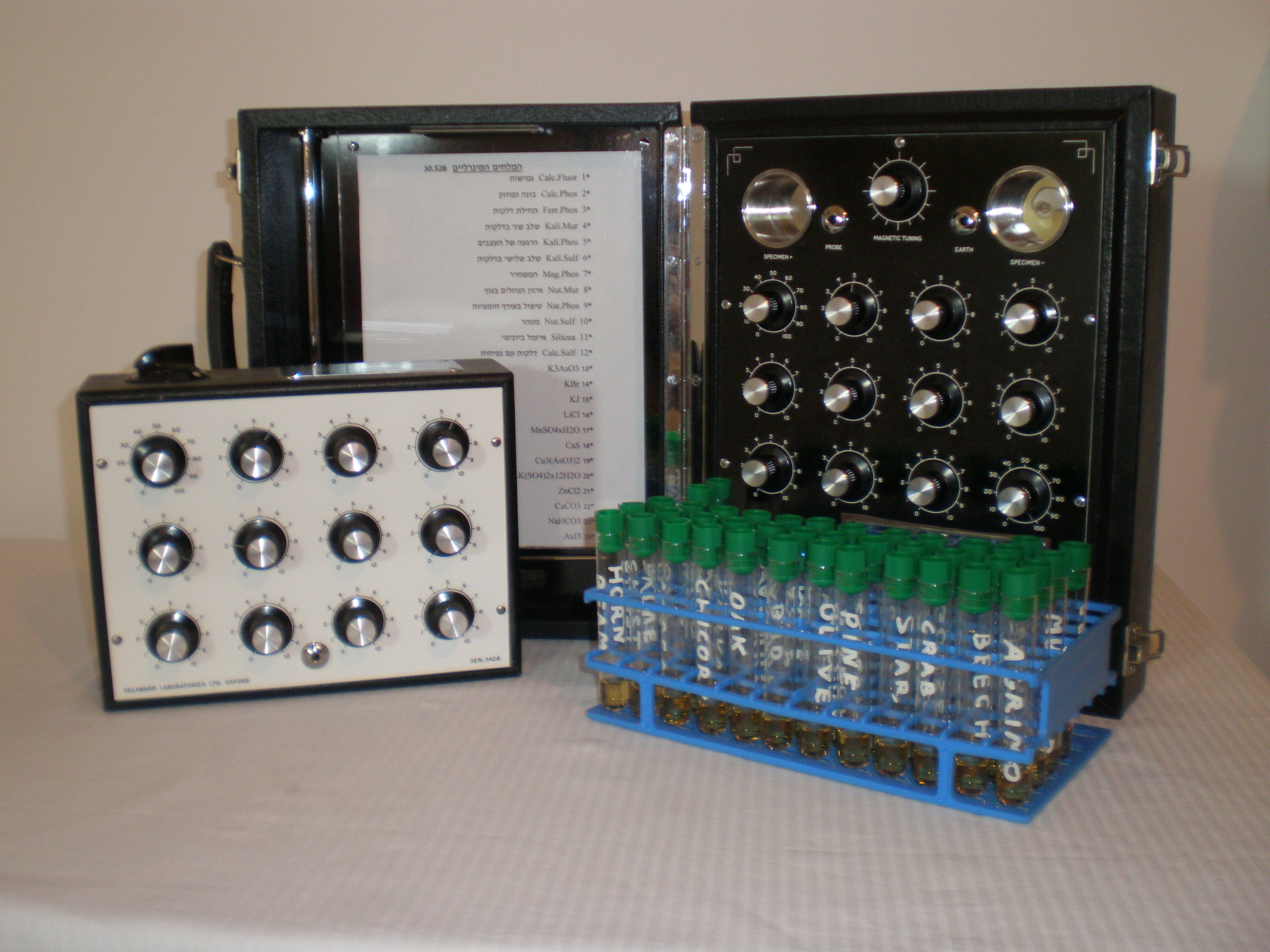
الآلات الراديونية

الراديونجسيم - تسمى أيضًا العلاج الكهرومغناطيسي (EMT) وطريقة أبرامز - وهي تستعمل في الطب البديل الذي كان يعتقد أنه بإمكان التشخيص من خلاله أي مرض وعلاجه عن طريق الإشعاع الكهرومغناطيسي (EMR)، فهي تكون مثل موجات الراديو، والجسم الخارجي للجهاز يعمل بالستخدام بالكهرباء. فهو مشابه قليلا للعلاج بالمغناطيس، والذي يعالج به أيضًا بالإشعاع الكهرومغناطيسي على الجسم وهو يستخدم الموجات مغناطيسًا فيولد مجالًا كهرومغناطيسيًا ثابتًا.
إن المفهوم الكامن الذي يحوي ما وراء الراديونكس أنشأت عن طريق كتابيين نشهرهما الطبيب الأمريكي ألبرت أبرامز في عام 1909 و 1910. وعلى مدار تلك الأعوام، أصبح الطبيب أبرامز مليونيرا وذلك من خلال عرض آلات للتأجير EMT والتي قد اخترعه وأشرف على تصممه بنفسه وقد كان هذا العلاج يتناقض مع مبادئ الفيزياء والبيولوجيا ولذلك إعتبر من البعض إنه علاج زائف. فإن إدارة الغذاء والدواء الأمريكية لم تصرح بصلاحية استخدام هذا النوع من الأجهزة طيبا.
و لقد أظهرت العديد من المراجعات المنهجية أن المواد الراديونية ليس لها فاعلية للعلاج وقد وصف بأنه علاج وهمي وهو ليس إلا علم من العلوم الزائفة الملفقة.

## عبر التاريخ
و ابتداءً من عام 1909، بدأ الطبيب ألبرت أبرامز (1864-1924) في الادعاء بأنه يستطيع اكتشاف «ترددات الطاقة» في جسم المريض. فقد كانت فكرته بأن الشخص السليم لديه ترددات طاقة ما تتحرك في جسده والتي من خلالها تعرف مدى صحته، وفي حين أن الشخص بجسد معتل ستظهر ترددات طاقنه بشكل مختلفة ويمكن تحديد اضطرابات جسده.و قال ألبرت إن من خلال الجهاز سيتمكن من معالجة الناس من خلال «موازنة» تردداتهم المتضاربة، وأضاف أن أجهزته تستشعر بشكل كبير بحيث يمكنه التوصل إلى معرفة دين شخص ما من خلال النظر إلى قطرة من دمه. فقد طور أبرامز ثلاثة عشر جهازًا وأصبح من خلال تأجيرها مليونيراً، ووصفته الجمعية الطبية الأمريكية بأنه «شخص دجال مزيف للأدوات العلاجية». فقد تم إثبات عدم جدوى أجهزته وبشكل قاطع وذلك من خلال عمل تحقيق منفرد بتكليف من Scientific American في عام 1924. لقد استخدم ألبرت «التردد» ليس بمقياس التردد المعياري المحدد، ولكن بنوع طاقة محسوبة، والذي لا يتوافق مع أي خاصية للطاقة بالمعنى العلمي المعروف.
وفقا لأحد الأجهزة بالتردد الراديوني التي اخترعها أبرامز للعلاج، أرفق ورقة صغيرة ليضع فيها بعض من الدم لغرض للقيام بعلاج المريض، وتتم المعالجة من خلال توصيل سلسلة من الأسلاك للأجهزة المعالجة بجبهة متطوع سليم يتوجه بجسده جهت الغرب وذلك في ضوء خافت. بعد هذا يقوم ألبرت بالنقر النقر على بطنه وتفحصه والبحث عن مناطق «البلادة» في جسمه، وهكذا يتم تشخيص مرض الشخص المتبرع. يستعين ألبرت أيضا بتحليل خط اليد لتشخيص المرض. بعد قيامه بذلك، قد يستخدم بعض الأجهزة مثل جهاز الذبذبات أو أي مجموعة من الأجهزة الأخرى لبث الاهتزازات على المريض لمحاولة شفائه.
أجهزة استخدمها ألبرت للمرضى في علم الراديونات وأبرزها جهاز لوناكو وآلة هيرونايموس.
و قد ادعى بعض الناس أن لديهم قدرة خارقة للطبيعة أو ما تسمى ب خوارق النفس وانهم قادرون على اكتشاف «الإشعاعات» داخل جسم الإنسان، والذي يسمونه إ<b id="mwXA">شعاع</b> جسم الإنسان. ووفقًا لنظريتهم، فإن جميع الأجسام البشرية تُطلق «إشعاعات» فريدة أو مميزة كما تفعل جميع الأجسام أو الأشياء المادية الأخرى من حولنا. وغالبًا ما يطلق على هذه الإشعاعات «بهالة الجسم». ويمكن الاستشهاد من خلالها عمل بعض الاجهزة مثل جهاز التنقيب بالعصا والبندولات وذلك من أجل تحديد مواقع المواد الثمينة المدفونة وأيضا تستخدم بعضها لتشخيص الأمراض وما شابه. وقد وصف مسحوق التخدير على أنه شكل من أشكال السحر والتنجيم ومن العلوم الزائفة حسب ما ذكر النقاد.
قد صورالمعاصرون لهذه الأجهزة العلاجية على أنها مجرد وسيلة لمساعدة مركزة قدرات المخترعالمدعاه، يدعون أنه لم تعد هناك حاجة إلى أن يكون للجهاز أي وظيفة يمكن إثباتها. في الواقع، لم يكن للصناديق السوداء الخاصة بأبرامز أي غرض خاص بها، فهي مجرد مجموعات مبهمة من الأسلاك والأجزاء الإلكترونية.
يدعي أنصار علم الراديونات المعاصرون أو EMT أنه في حالة وجود خلل في المجالات أو الترددات الكهرومغناطيسية داخل الجسم، فإنه يسبب أمراضًا أو أمراضًا أخرى عن طريق تعطيل التركيب الكيميائي للجسم. يعتقد هؤلاء الممارسون أن تطبيقات الطاقة الكهرومغناطيسية من خارج الجسم يمكنها تصحيح هذه الاختلالات. مثل العلاج بالمغناطيس، تم اقتراح العلاج الكهرومغناطيسي من قبل ممارسي الطب البديل لأغراض متنوعة، بما في ذلك، وفقًا لجمعية السرطان الأمريكية، «القرحة والصداع والحروق والألم المزمن واضطرابات الأعصاب وإصابات الحبل الشوكي والسكري والتهابات اللثة والربو والتهاب الشعب الهوائية والتهاب المفاصل والشلل الدماغي وأمراض القلب والسرطان».

البديل الآخر من علم الإشعاع وأجهزة العلاج بالرنين المغناطيسي.

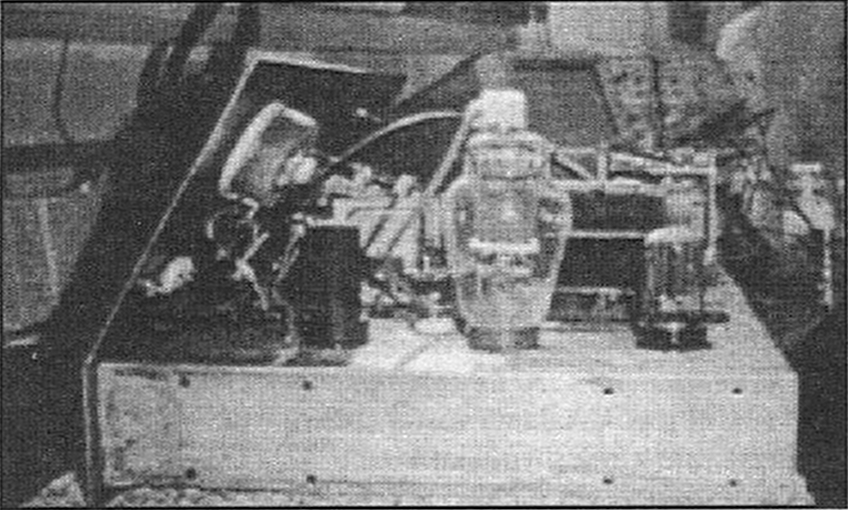
الأصلي منتشرة آلة من عام 1922
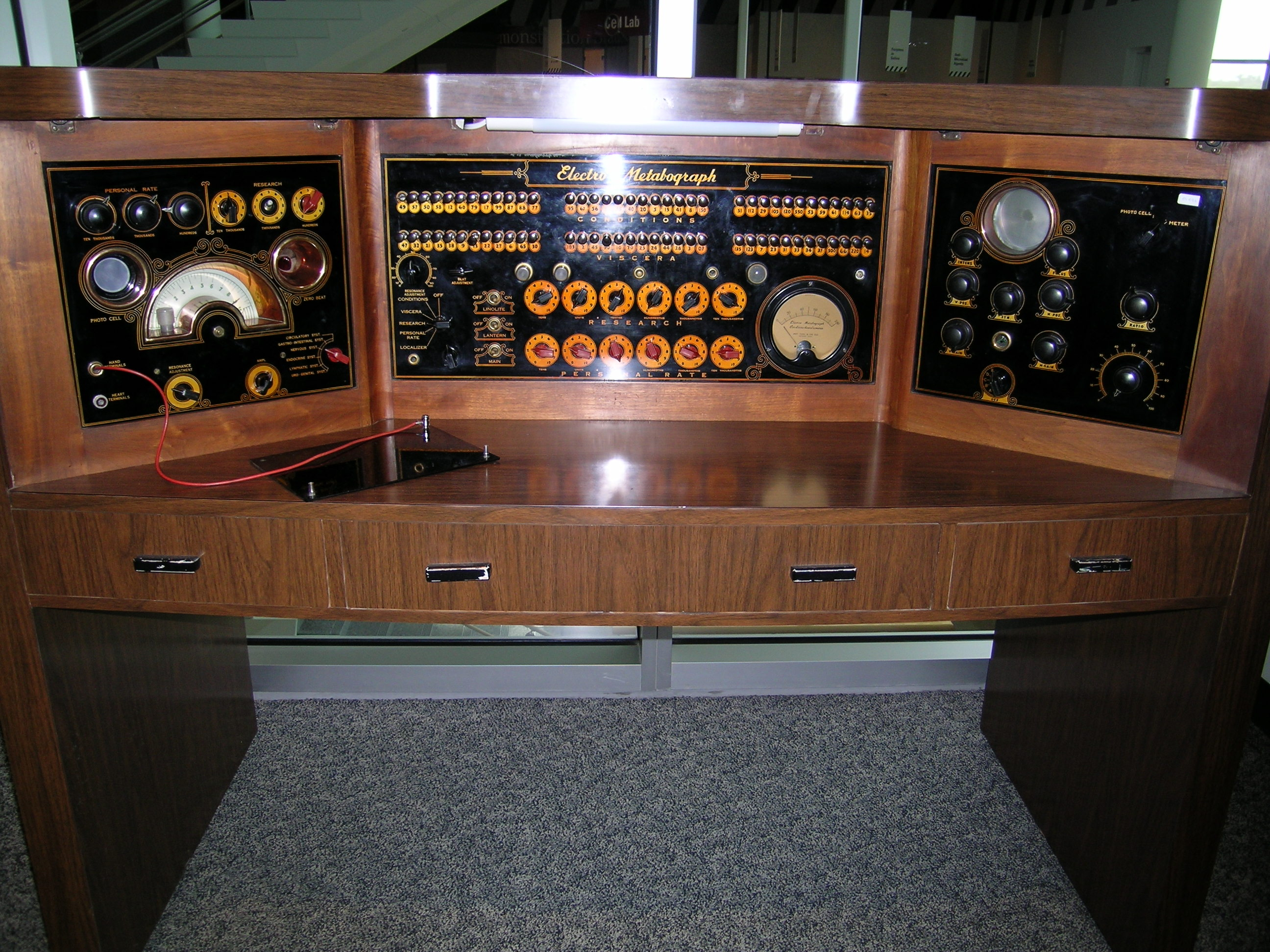
و "الكهربائية metabograph" ، وهي الأجهزة التي من المفترض أن تشخيصه و علاجه من الأمراض باستخدام موجات الراديو

## التقييم العلمي
تتعارض هذة لأجهزة الراديونية مع المعاير المطلوبة والمتعارف عليها في علم الأحياء والفيزياء. ولم يتم إعطاء آليات معينه لإتباعها بشكل علمي واضح أكثر بخصوص وظائف تلك الأجهزة، وغلبا ما وصفت بوصف الأجهزة السحرية. ولم يتم تأسيس الأجهزة بأساس فيزيائي حيوي معقول لـ «حقول الطاقة المفترضة»، ولا معلومات عن الحقول المنتجه منها أو حتى آثارها العلاجية التي تم ادعاءها أو تم إثباتها بشكل مقنع للناس.
لم يعثر في تلك الحقبة على أي أجهاز إشعاعية فعالة لعلاج أو تشخيص أي مرض، لم تتأكد إدارة الغذاء والدواء الأمريكية من وجود أي استخدامات طبية آمنه للعلاج في أي من هذه الأجهزة. وفقا لدايفيد هيلويغ في وغيل / موسوعة الطب البديل، «إن معظم الأطباء يرفضون أجهزة الراديونية فهي شعوذة».
صمم الجهاز الإشعاعي بتصميم بسط للغاية، فهو لايحمل في محتواه أي دوائرأو مجالات كهربائية. فبكل بساطة يتم تزويد هذاالجهاز بالأسلاك فقط  ولا يضمن صانعيها أي طاقة كهربائية، على الرغم من تزيد الجهاز بأسلاك الطاقة، وذلك لتحديد «المعدل الأساسي» الذي يعمل عليه الجهاز لمحاولة علاج شخص ما. عادةً، ما ترصد أي ملاحضات صغيرة لوصف تقدم علاج الشخص المجرب، وإن وجد، يتدفق المجال على طول الأسلاك ويتم قياسه فقط. وترصد الطاقة، أي الطاقة المستشعره وقياسها، يُنظر إليها على أنها تتقدم في في الصنع.
الاختلاقات المتعلقة بالأجهزة الراديونية المعاصرة مشابهه لاختراعات الجيل الأقدم من أجهزة «الراديونات»، وهي أيضًا غير موثقة وتعتبر علميا زائفة. على الرغم من أن بعض الأعمال في المجال الكهرومغناطيسي الحيوي قد تم تطبيقها في الطب السريري، ولكن إلى الآن لم يعثر على أجهزة أو الطرق تم استبدالها للعلاج أو تستخدم القوى الكهربائية خارجية المجال أواستخدام الطاقة الكهرومغناطيسية في الطب.
و قد قالت جمعية السرطان الأمريكية بأن «الاعتماد على العلاج الكهرومغناطيسي وحده وتجنب الرعاية الطبية قد يكون له عواقب صحية خطيرة». ففي بعض الحالات، تأدي هذه الأجهزة للضرر وعد الفعالية.